# گروس انگرسدورف
گروس انگرسدورف (به آلمانی: Groß-Engersdorf) یک منطقهٔ مسکونی در اتریش است که در ناحیه میستلباخ واقع شده‌است. گروس انگرسدورف ۱٬۴۳۰ نفر جمعیت دارد.